# Panhard & Levassor Type X57
Der Panhard & Levassor Type X57 ist ein Pkw-Modell der Zwischenkriegszeit. Hersteller war Panhard & Levassor in Frankreich.

## Beschreibung
Die Fahrzeuge haben einen ventillosen Schiebermotor nach einer Lizenz von Charles Yale Knight. Im Motorcode „SK6D“ steht das „K“ für Knight und die „6“ für die Anzahl der Zylinder.
Der Sechszylinder-Reihenmotor hat 75 mm Bohrung, 130 mm Hub und 3446 cm³ Hubraum. Er wurde im ersten Jahr auch 16 CV Six und danach 16 CV six cylindres (sechs Zylinder) genannt. Die Leistung des Frontmotors wird über eine Kardanwelle an die Hinterachse übertragen.
Der Radstand beträgt zwischen 337 cm und 354 cm. Andere Quellen geben 354 cm für 1927 und 1928 sowie beide Werte für 1929, 1930 und 1931 an. Ab 1928 sind die Ausführungen châssis long (langes Fahrgestell) gelistet, deren Absatz aber gering blieb.
Bekannt sind die Karosseriebauformen Torpedo, Limousine und Coupé.
Die Produktion lief von Mai 1928 bis 1931. In den einzelnen Kalenderjahren wurden 1, 64, 327, 205, 47 und 13 Fahrzeuge hergestellt. In Summe sind das 657 Fahrzeuge, von denen 154 exportiert wurden.
Am 13. Dezember 2020 wurde auf einer Auktion eine viertürige Limousine von 1928 angeboten. Der Schätzpreis belief sich auf 30.000 bis 40.000 Euro. Das Fahrzeug wurde nicht versteigert. Außerdem wurde eine Limousine im Internet angeboten.